# We Are the People (canção de Martin Garrix)
"We Are the People" é uma canção do DJ holandês Martin Garrix, com participação de Bono e The Edge — membros do grupo irlandês, U2. Foi lançado oficialmente em 14 de maio de 2021 como a música oficial do UEFA Euro 2020. Foi apresentado pela primeira vez na íntegra em uma cerimônia de abertura virtual no Estádio Olímpico de Roma.

## Antecedentes
Em 19 de outubro de 2019, Garrix foi anunciado como o artista musical oficial do torneio, produzindo a música oficial do torneio, bem como a música de paralisação que antecedeu as partidas e a música transmitida pela televisão.

## Vídeo musical
O vídeo da canção apresenta a participação do ex-jogador da seleção irlandesa, Jason McAteer, que marcou o gol da vitória da Irlanda contra a seleção holandesa em 1 de setembro de 2001, classificando-se para a Copa do Mundo FIFA de 2002. A partida aconteceu no mesmo dia da performance do U2, no Castelo de Slane — contendo algumas imagens do show.
| “                | Meu diretor de vídeo, Olle Knutson, viu o show 'Live from Slane' quando ele era mais jovem, foi um momento tão poderoso que permaneceu com ele ao longo dos anos. Ele adorou o momento em que Bono se envolveu na bandeira da Irlanda e disse à multidão 'Fechem os olhos e imagine que você é Jason McAteer'. Ele se encarregou de procurar Jason em Londres e pediu-lhe para fazer parte do vídeo, ficamos muito animados quando Jason disse que 'sim'. Eles filmaram na semana passada e nós cortamos com a filmagem do show ao lado da filmagem original de Jason em sua camisa número 7 depois de marcar aquele gol famoso. Um gol que derrotou a Holanda por sinal! Mas também um gol que ilustra a pura alegria e euforia do futebol e a mensagem comemorativa desta música. Para Ole, ser capaz de conectar os pontos é a realização de um sonho. | ” |
| — Martin Garrix. | |   |

## Lista de faixas
- Download digital

1. "We Are the People" –  3:37
2. "We Are the People" (Martin Garrix Remix) – 3:43

## Paradas musicais
| País/Parada (2021)                        | Melhor posição |
| ----------------------------------------- | -------------- |
| Alemanha (GfK Entertainment)              | 15             |
| Áustria (Ö3 Austria Top 40)               | 27             |
| Bélgica (Ultratop Flandres)               | 6              |
| Bélgica (Ultratop Valônia)                | 5              |
| Canadá (Hot Canadian Digital Songs)       | 44             |
| Chéquia (Rádio Top 100)                   | 30             |
| Chéquia (Singles Digitál Top 100)         | 72             |
| El Salvador (Monitor Latino)              | 5              |
| Eslováquia (Rádio Top 100)                | 21             |
| Eslováquia (Singles Digitál Top 100)      | 72             |
| Estados Unidos (Adult Top 40)             | 37             |
| Estados Unidos (Dance/Electronic Songs)   | 12             |
| França (Digital Songs Sales)              | 8              |
| França (SNEP)                             | 89             |
| Hungria (Rádiós Top 40)                   | 4              |
| Hungria (Single Top 40)                   | 9              |
| Islândia (Tónlistinn)                     | 22             |
| México (Singles Airplay)                  | 17             |
| Itália (Digital Songs Sales)              | 4              |
| Itália (FIMI)                             | 36             |
| Países Baixos (Dutch Top 40)              | 2              |
| Países Baixos (Single Top 100)            | 15             |
| Polónia (ZPAV)                            | 5              |
| Portugal (AFP)                            | 62             |
| Suécia (Sverigetopplistan)                | 47             |
| Suíça (Digital Songs Sales)               | 2              |
| Suíça (Schweizer Hitparade)               | 14             |
| Resumo (2021)                             | Melhor posição |
| União Europeia (Euro Digital Songs Sales) | 1              |
| Mundo (Billboard Global 200)              | 147            |

## Créditos
- Martin Garrix – produção  ·  composição
- The Edge – composição
- Bono – composição
- Simon Carmody – composição
- Giorgio Tuinfort – composição  ·  piano
- Albin Nedler – composição  ·  backing vocal
- Kristoffer Fogelmark – composição  ·  backing vocal
- Pierre-Luc Rioux – guitarra adicional
- Frank van Essen – corda